# Woods (Band)
Woods ist eine US-amerikanische Folk-Rock-Band aus Brooklyn. Sie wurde 2005 gegründet. Die Band besteht aus Jeremy Earl (Gesang, Gitarre), Jarvis Taveniere (Multiinstrumentalist) und Aaron Neveu (Schlagzeug). Der frühere Bassgitarrist Kevin Morby verließ die Band 2013.
Woods haben bislang zehn Alben veröffentlicht. Earl betreibt sein eigenes Plattenlabel Woodsist.

## Diskografie
Alben
- 2006: How to Survive In + In The Woods
- 2007: At Rear House
- 2008: Woods Family Creeps
- 2009: Songs of Shame
- 2010: At Echo Lake
- 2011: Sun and Shade
- 2012: Bend Beyond
- 2014: With Light and with Love
- 2016: City Sun Eater in the River of Light
- 2017: Love Is Love[1]
- 2020: Strange to Explain

## Belege
1. ↑  A feel-good record for these rough times, Albumrezension auf Pitchfork vom 24. April 2017, abgerufen am 23. Juni 2018.